# Wake (álbum)
Wake é uma compilação dos álbuns anteriores da banda australiana Dead Can Dance, lançada em 2003. Contém 2 CDs totalizando 26 faixas.

## Origem do nome
O nome deste álbum pode ter vários significados. Primeiro, se levarmos em conta o nascer do sol na capa, pode referir-se ao acto de "acordar" (do inglês: "to wake"). Segundo, no contexto do nome da banda, pode referir-se ao processo de mudar o inanimado ("dead"→ morto) para animado ("dance"→ dançar). Terceiro, como este álbum foi lançado após a banda se ter separado, pode ser uma referência ao velório (em inglês: "wake"), o acto de velar o corpo de um ente querido recém falecido. Por fim, pode ainda ser interpretado como a esteira no seguimento da passagem de um barco pela água (em inglês: "the wake in water"), algo que também é indiciado na capa do álbum.

## Faixas

### Disco 1
1. "Frontier (Demo)" – 3:00
2. "Anywhere out of the World" – 5:07
3. "Enigma of the Absolute" – 4:14
4. "Carnival of Light" – 3:30
5. "In Power We Entrust the Love Advocated" – 4:10
6. "Summoning of the Muse" – 4:57
7. "Windfall" – 3:31
8. "In the Kingdom of the Blind the One-eyed Are Kings" – 4:10
9. "The Host of Seraphim" – 6:17
10. "Bird" – 5:00
11. "Cantara" – 5:58
12. "Severance" – 3:21
13. "Saltarello" – 2:36
14. "Black Sun" – 4:56

### Disco 2
1. "Yulunga (Spirit Dance)" – 6:57
2. "The Carnival Is Over" – 5:42
3. "The Lotus Eaters" – 6:42
4. "Rakim" – 5:38
5. "The Ubiquitous Mr. Lovegrove" – 6:14
6. "Sanvean" – 3:46
7. "Song of the Nile" – 8:00
8. "The Spider's Stratagem" – 6:41
9. "I Can See Now" – 2:56
10. "American Dreaming" – 4:30
11. "Nierika" – 5:45
12. "How Fortunate the Man with None" – 9:09